# Ан-74
Ан-74 (по кодификации НАТО: Coaler) — советский транспортный самолёт, создан в Авиационном научно-техническом комплексе имени О. К. Антонова на базе военно-транспортного самолёта Ан-72. Самолёт создавался для применения в условиях крайнего Севера. Имеются как гражданские, так и военные (патрульные и военно-транспортные) модификации.

## История
16 февраля 1989 года на Харьковском авиазаводе им. Ленинского комсомола начался серийный выпуск самолёта Ан-74.

## Описание

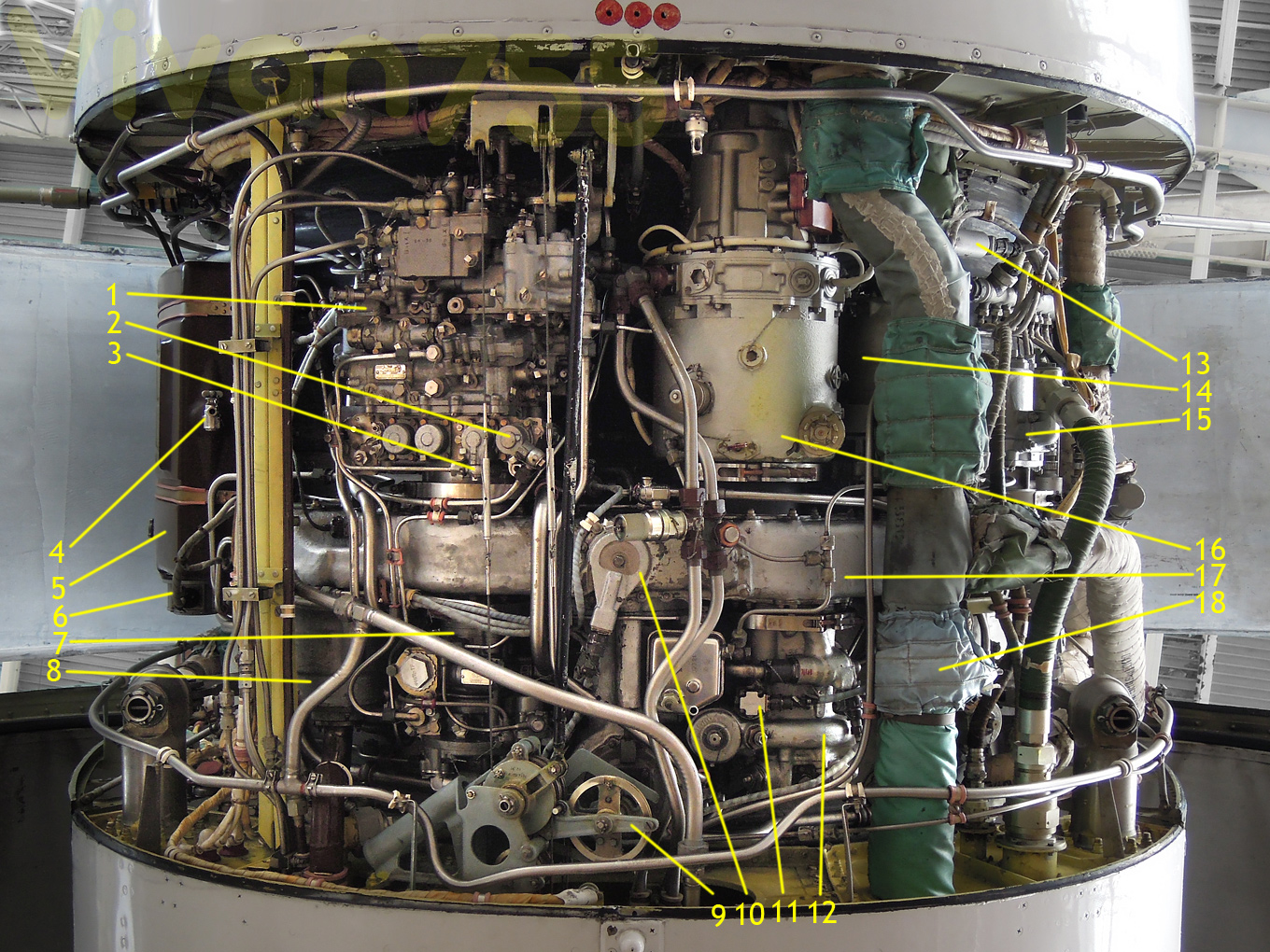
Вид снизу на двигатель Д-36, установленный на Ан-74

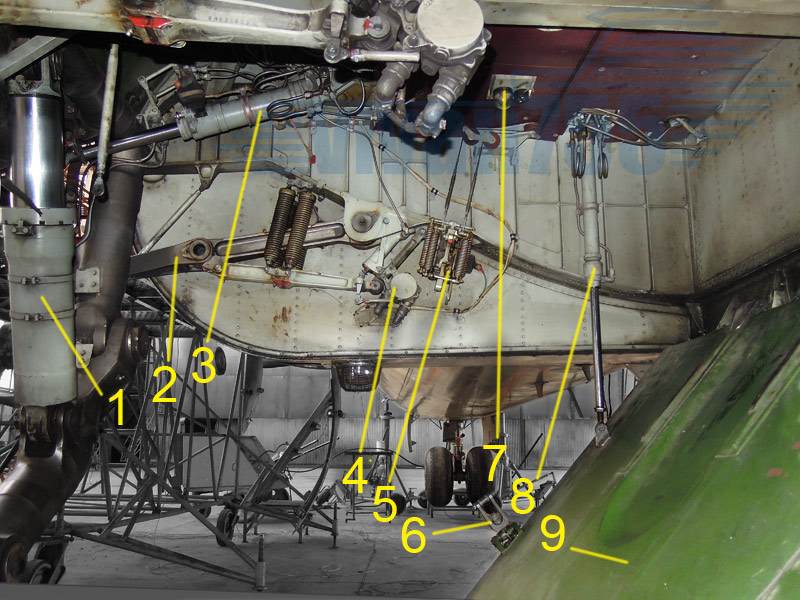
Гондола основных опор, хорошо видны конструктивные особенности — замков убранного положения опор нет, на створке потёртость от колеса

Ан-74 первоначально был переделан из опытного Ан-72 для эксплуатации в районах Арктики и Антарктиды под обозначением Ан-72А «Арктический». Предназначался для перевозки грузов, техники и людей на авиалиниях малой и средней протяжённости в любых климатических условиях от −60 °C до +45 °C и на любых широтах, в том числе в условиях Северного полюса и в высокогорных районах. Его можно эксплуатировать на оборудованных и необорудованных воздушных трассах в любое время года и суток с бетонных, галечных, ледовых и снежных аэродромов, на внутренних и международных линиях.
Самолёт Ан-74 позволяет перевозить груз до 7,5 тонн, в том числе до 10 пассажиров (до 52 в зависимости от модификации), на высоте до 10 100 метров с крейсерской скоростью 550—700 км/ч. Кроме того, он может выполнять следующие специализированные задачи:
- проводку судов;
- организацию и обслуживание дрейфующих станций;
- проведение научно-исследовательских работ в высоких широтах Арктического и Антарктического бассейнов;
- визуальную ледовую разведку;
- разведку рыбных косяков.

Самолёт Ан-74 удовлетворяет Нормам лётной годности гражданских самолётов. В конструкции самолёта широко использованы новые конструкционные материалы и технологические процессы. Это обеспечило высокую весовую отдачу самолёта. Сертифицирован АР МАК г. Москва (сертификат Типа № 13-74).
Ан-74, как и Ан-72, выполнен по схеме высокоплана с двумя турбовентиляторными двигателями Д-36 серии 2А взлётной тягой по 6500 кгс (63,7 кН) установленными над крылом, и Т-образным хвостовым оперением. От Ан-72 он, помимо прочего, отличается:
- более мощной ВСУ типа ТА-12 (аналогичная стоит на Ан-124, Ту-204, доработанных Ту-95 и др.);
- установкой трёх аккумуляторов вместо двух — для обеспечения запуска мощной ВСУ;
- наличием отдельного рабочего места штурмана — стола с навигационными приборами;
- отсутствием станции предупреждения об облучении головками самонаведения ракет и другими военными радиосредствами.

Установка двигателей с большим выносом вперёд над верхней поверхностью крыла практически исключает попадание в двигатели посторонних предметов с поверхности ВПП при взлёте и посадке, повышает подъёмную силу крыла за счёт обдува его верхней поверхности и внутренних закрылков струями двигателей (эффект Коанда) и снижает уровень шума на местности вследствие экранирования крылом реактивных струй двигателей.
Кабина экипажа обеспечивает хороший обзор и возможность пилотирования в условиях аэродромов ограниченных размеров со взлётом и посадкой по крутым траекториям. Размещение приборов и органов управления в кабине экипажа оптимизировано и отработано на приборных стендах при всех практически возможных полётных ситуациях.
Экипаж самолёта состоит из четырёх человек лётного состава:
- командир воздушного судна;
- второй пилот;
- штурман;
- бортинженер;
- при необходимости — бортоператор по транспортному оборудованию.

Возможна эксплуатация самолёта без бортоператора, при этом его обязанности возлагаются на бортмеханика.
Самолёт прост в эксплуатации, без затруднений осваивается лётным и инженерно-техническим составом средней квалификации.

## Модификации

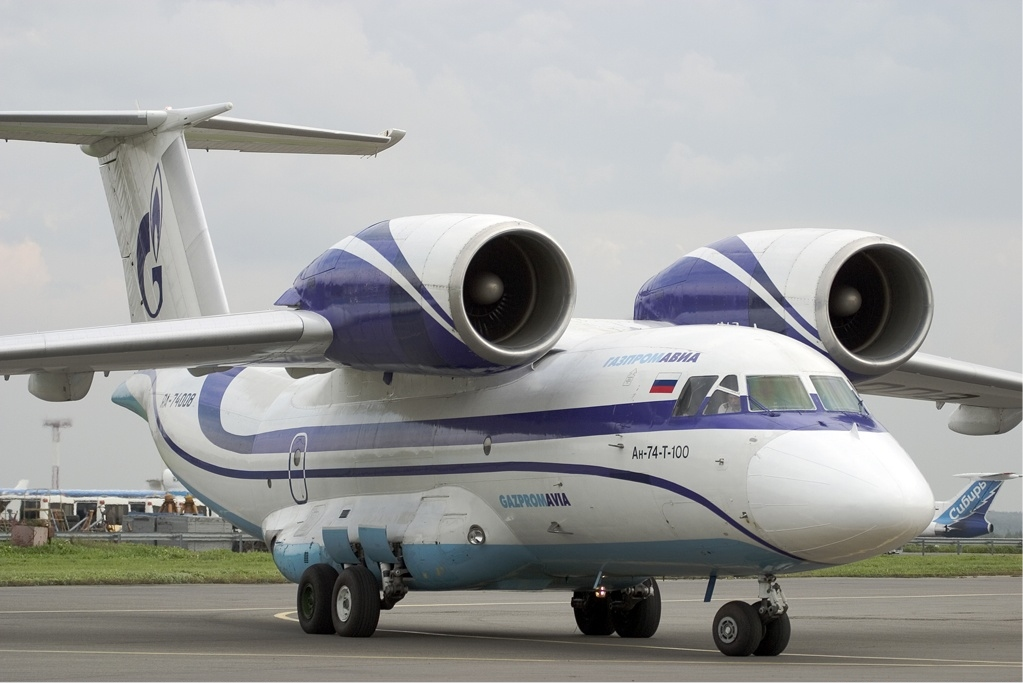
Ан-74Т-100 компании «Газпромавиа»

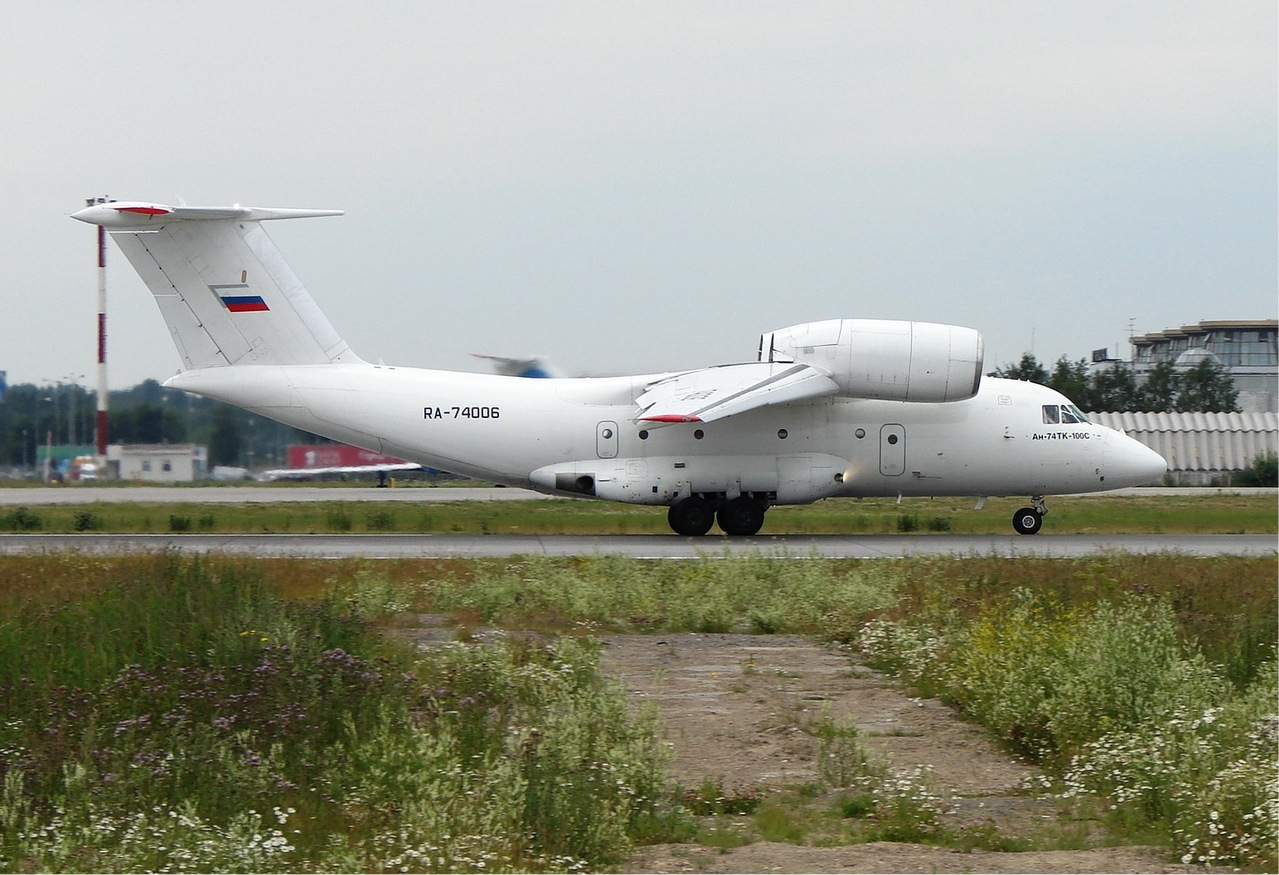
Ан-74ТК-100 в Свердловске

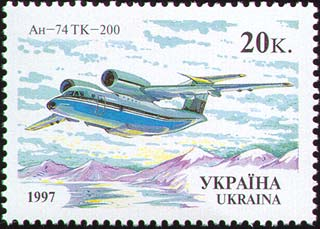
Модификация Ан-74ТК-200 на почтовой марке Украины, 1997 г.

| Название модели                                 | Краткие характеристики, отличия. |
| ----------------------------------------------- | --- |
| Ан-74                                           | Гражданский самолёт типа Ан-74. Арктический. Отличается двигателями Д-36 серии 2А, экипажем из 5 человек. 15 самолётов выпущено в Харькове и 5 в Омске. Сертифицирован АР МАК г. Москва (Сертификат Типа № 13-74). |
| Ан-74-200                                       | Гражданский самолёт типа Ан-74 с двигателями Д-36 серии 3А. Взлётная масса увеличена на 1700 кг. Разработан в 1992 году. Изготовлено 18 самолётов. Сертифицирован АР МАК г. Москва (Сертификат Типа № 13-74). |
| Ан-74Д                                          | Гражданский самолёт типа Ан-74. Бизнес-версия. Отличается пассажирским салоном на 19 человек. Изготовлен 1 и переоборудовано 3 ранее выпущенных Ан-74. Сертифицирован АР МАК г. Москва (Сертификат Типа № 13-74). |
| Ан-74Д-200                                      | Гражданский самолёт типа Ан-74. Модификация Ан-74Д. Оборудован салоном повышенной комфортности на 10-16 пассажиров, дополнительными средствами связи, видеосистемой, баром-холодильником, кухней, зоной отдыха. Вместо зоны отдыха возможно оборудование грузового отсека для перевозки легкового автомобиля. Сертифицирован АР МАК г. Москва (Сертификат Типа № 13-74). |
| Ан-74МП                                         | Патрульный самолёт морской авиации, проект. |
| Ан-74МП-300                                     | Патрульный самолёт морской авиации на базе Ан-74ТК-300. В проекте. |
| Ан-74Т                                          | Гражданский самолёт типа Ан-74. Транспортный версия с оборудованием для полётов по международным трассам. Сертифицирован АР МАК г. Москва (Сертификат Типа № 13-74) |
| Ан-74Т-100                                      | Гражданский самолёт типа Ан-74. Отличается составом навигационного оборудования. Имеет увеличенный до 4 человек экипаж и предназначен для выполнения полётов повышенной сложности. Эксплуатируются в России. Сертифицирован АР МАК г. Москва (Сертификат Типа № 13-74). |
| Ан-74Т-200                                      | Военно-транспортная модификация самолёта типа Ан-74. Отличается составом навигационного оборудования. Экипаж сокращён до 2 человек. Эксплуатируются в Иране. Изготовлено 8 самолётов. Предназначен для перевозки и воздушного сброса десанта и грузов. |
| Ан-74Т-200А                                     | Гражданский самолёт типа Ан-74 (технические условия № 72.07.0000.000.000ТУ с дополнением № 72.07.0000.000.017ТУ). Самолёт не изготавливался. Сертифицирован АР МАК г. Москва (Сертификат типа № 13-74) |
| Ан-74Т-200А                                     | Гражданский самолёт типа Ан-74 (Технические условия № 72.07.0000.000.000ТУ с дополнением № 72.07.0000.000.050ТУ). Отличается от вышеуказанного составом БРЭО. |
| Ан-74Т-200А                                     | Вышеуказанный гражданский самолёт Ан-74Т-200А, модифицированый к военному применению — предназначен для воздушного сброса десанта и грузов (военно-транспортная модификация самолёта типа Ан-74). Изготовляется по техническим условиям № 72.07.0000.000.000ТУ с дополнениями № 72.07.0000.000.050ТУ и № 72.07.0000.000.051ТУ. Изготовлено 3 самолёта. Эксплуатируются в Египте как гражданские воздушные суда, так как с них снято военное оборудование. Самолёты занесены в реестр гражданских воздушных судов Египта. |
| Ан-74Т-200МП                                    | Патрульная модификация Ан-74Т-200 для морской авиации, проект. |
| Ан-74ТК-100                                     | Гражданский самолёт типа Ан-74. Конвертируемый грузопассажирский для выполнения полётов повышенной сложности. Отличается экипажем из 4 человек. Салон оборудован складными креслами (откидываются к бортам) на 52 пассажира. Разработан в 1995 году под руководством С. А. Филя. Изготовлено 4 самолёта, ещё 4 переоборудовано из ранее выпущенных Ан-74 и Ан-74-200. |
| Ан-74ТК-100С (санитарный)                       | На борту VIP-салон на 6 мест и отсек, оборудованный современным медицинским оборудованием. В эту модификацию переоборудовано два самолёта, сер. № 13-10 по заказу «Газпромавиа» и сер.№ 14-02. Презентация модификации была проведена в Гостомеле 21 февраля 2002 г. |
| Ан-74ТК-200                                     | Гражданский конвертируемый грузопассажирский самолёт. Перевозит 52 пассажира или 10 т груза. Экипаж состоит из 2 человек. Разработан в 1993 году. Изготовлено 5 самолётов и 1 доработан из ранее выпущенных. 4 самолёта поставлены в Иран. |
| Ан-74ТК-200С                                    | Санитарный самолёт типа Ан-74 для Ливии (гражданский самолёт). |
| Ан-74ТК-300                                     | Гражданский конвертируемый (с двигателями под крылом) самолёт. Отличается двигателями Д-36 серии 4А. Первый полёт 20 апреля 2001 года. |
| Ан-74ТК-300Д (другое название — Ан-74ТК-300VIP) | Гражданский самолёт, оборудованный салоном повышенной комфортности. |

### Перспективный проект
Отдельного упоминания заслуживает проект Ан-80 — пассажирского самолёта укороченных взлёта и посадки. Разработка началась в 1986 при генеральном конструкторе П. В. Балабуеве и, вероятно, в том же году и закончилась, оставшись в виде чертежей, расчётной документации и информационного стенда с общим видом и таблицей технических характеристик.
- Экипаж: 2

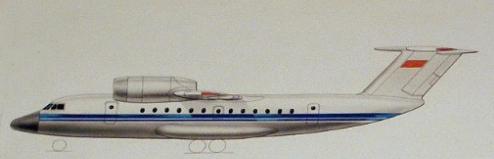
Модель самолёта Ан-80

- Пассажировместимость: 60/70 чел (шаг кресел 81/75 см)
- Максимальная коммерческая загрузка: 6500 кг
- Длина: 30 м
- Высота: 8,6 м
- Размах крыла: 30,1 м
- Максимальная взлётная масса: 30200 кг
- Силовая установка: 2 × Д-36
- Мощность двигателей: 6500 кг
- Крейсерская скорость: 650 км / ч
- Допустимая длина ВПП: 1230/1300 (взлёт / посадка)
- Дальность полёта с МВМ: 800 км
- Расход горючего на 1 ткм: 0,482 кг
- Масса снаряжённого самолёта на 1 тонну коммерческого груза: 3000 кг

В дальнейшем на основе Ан-74 создан пассажирский самолёт Ан-148, несмотря на внешнюю схожесть, имеющий кардинальные отличия от Ан-72 и Ан-74 — ЭДСУ, трёхопорное шасси и т. д.

## Операторы
На 1 января 2006 года в Государственном реестре гражданских воздушных судов Российской Федерации числилось 30 самолётов этого типа, из них 23 эксплуатировались.

### Гражданские (включая бывшие эксплуатанты)
- Россия — МЧС России (Ан-74П[12][13])

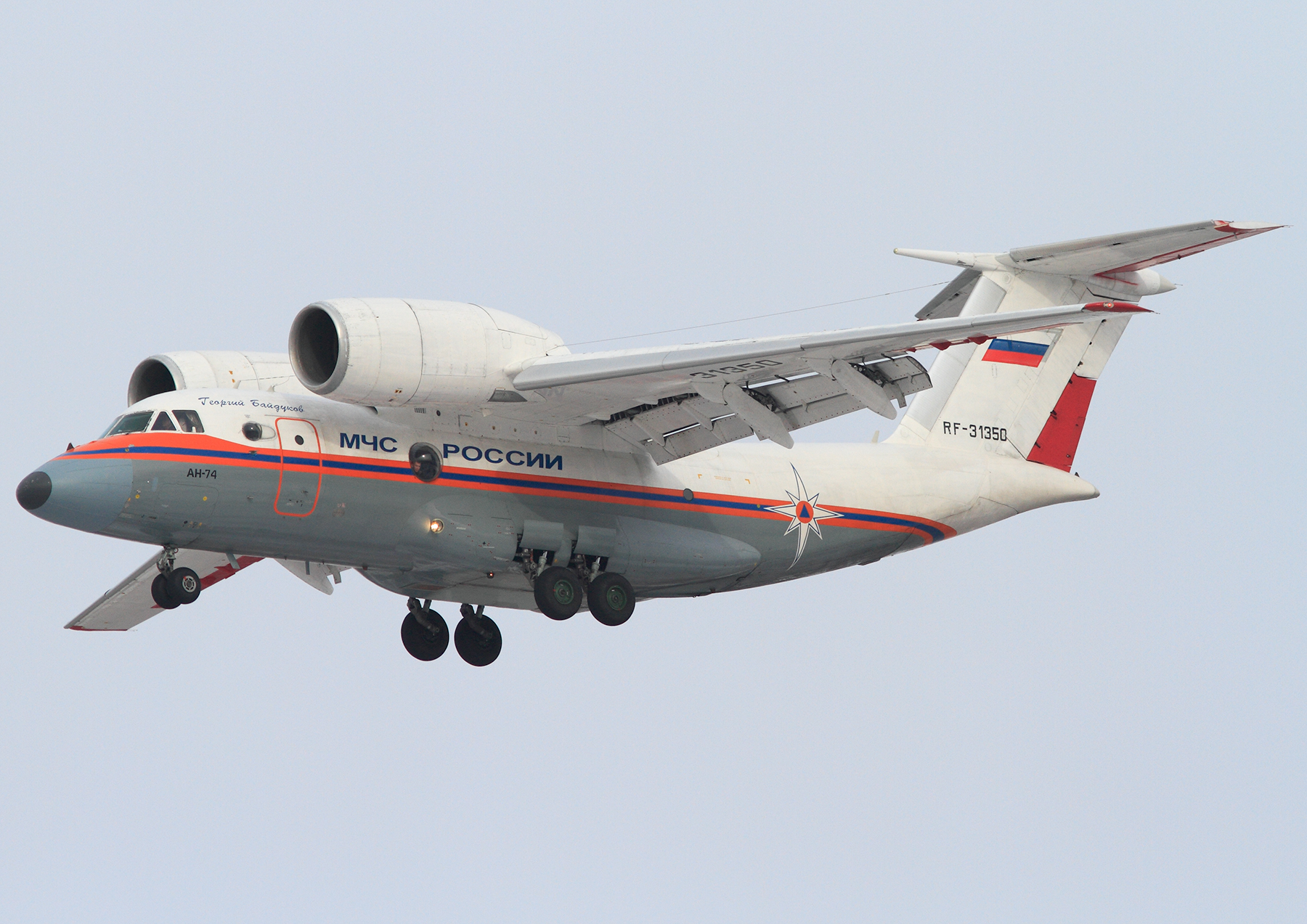
Ан-74 МЧС России

- Россия — ЗАО «ЮТэйр» Ан-74 (4 самолёта Ан-74ТК-100, один Ан-74-200, один Ан-74)
- ООО «ПМА ШАР ИНК ЛТД» Ан-74 (6 самолётов)
- Россия — Джет-2000 — 1 Ан-74Д[14]
- Украина — Авиалинии Антонова — 1 Ан-74Т[15]

### Военные
- Египет — 2 Ан-74TK-200A, по состоянию на 2023 год[16]
- Иран
  - ВВС Корпуса Стражей Исламской революции — 7 Ан-74T-200, по состоянию на 2023 год[17]
- Туркменистан — 2 Ан-74ТК-200 по состоянию на 2023 год (МО Туркменистана)[17]

## Лётные происшествия и катастрофы
| Дата                   | Бортовой номер                | Место катастрофы                        | Жертвы | Описание |
| ---------------------- | ----------------------------- | --------------------------------------- | ------ | --- |
| 25.11.1988             | № 02-02                       | Гостомель                               | 0/6    | Машину пилотировали командир лётчик-испытатель В. А. Лекарев (ГосНИИ ГА), в правом кресле находился лётчик-испытатель В. Г. Лысенко (КМЗ), в экипаж также входили лётчик-испытатель М. М. Марков (ЛИИ), бортинженер С. А. Круц, штурман В. С. Спасибо, инженер-экспериментатор А. В. Стрельникова. Почти всю программу отлетали успешно, но на её завершающем этапе произошёл редчайший случай в практике испытаний транспортных самолётов. Лекареву никак не удавалось правильно выполнить режим, и во время очередной попытки, когда самолёт вышел на предсрывную тряску, он неожиданно резко потянул штурвал на себя. Как вспоминает С. Круц, стрелка указателя углов атаки быстро достигла отметки 26 градусов при ограничении в 15 градусов, после чего В. А. Лекарев сделал небольшую дачу рулём направления, и «…мы крутанулись. 32 секунды падали с 10 100 до 1200 метров. Когда свалились, Володя Лысенко спокойно говорит Лекареву: „Выводи“. Тот начинает выводить, снова рвёт штурвал, и мы крутимся в другую сторону… Володя попытался взять управление на себя, но Лекарев упорно не отпускал штурвал. Мы боялись рассоединения штурвалов, тогда от каждого из них действовала бы только одна половина руля высоты, и вывести самолёт точно не удалось бы… Наконец-то на третьем витке Лекарев обмяк и повис на ремнях. Самолёт находился на „спине“, и Володя потом признался, что потерял пару секунд, решая, докручивать переворот или выводить из такого положения. Он избрал второй путь.». На пикировании самолёт вышел за отграничение по максимальному скоростному напору, а на выходе из него — и за ограничение по перегрузке. Сидевшая на своём рабочем месте в грузовой кабине А. В. Стрельникова хорошо слышала какой-то подозрительный треск. В это время возникло небольшое скольжение, и с левого двигателя сорвало капоты. Одна из его створок ударила по фюзеляжу, пробила дыру и отломала ПВД. «Удар был такой силы, — продолжает С. А. Круц, — что нам показалось, улетел стабилизатор. Я в парашюте сгонял в хвост, посмотреть через окно, цело ли оперение, иначе надо было бы немедленно прыгать. Вроде всё было на месте… Двигатели работали безукоризненно. На посадке мы не рискнули выпустить закрылки — мало ли что с ними произошло после такой передряги.» Приземление прошло благополучно. При осмотре машины выяснилось, что на фюзеляже за центропланом появились небольшие гофры. После ремонта самолёт снова летал. |
| 17.09.1991             | СССР-74002 (серийный № 07-03) | аэропорт г. Ленск (юго-запад Якутии)    | 13/13  | Борт, эксплуатировавшийся АНТК Антонова для различных грузовых перевозок разбился на взлёте в аэропорту г. Ленск (юго-запад Якутии). На 81 секунде полёта, достигнув скорости 360 км/ч, самолёт оказался в непосредственной близости от сопки… При дальнейшем движении самолёта вверх склона происходили многочисленные столкновения конструкции самолёта с деревьями, сопровождающиеся её разрушением. Погибли все 13 человек, находившихся на борту, включая экипаж Е. К. Лушакова. Это первая катастрофа в истории Ан-72/-74. |
| 05.08.1994             | серийный № 11-04              | Гостомель                               | 0/43   | Ан-72В, пилотируемый вводимым на должность командира корабля недавно пришедшим на фирму Д. В. Антоновым и заслуженным лётчиком-испытателем СССР Героем Советского Союза В. В. Мигуновым, занимавшим правое кресло и выполнявшим функции лётчика-инструктора, возвращаясь из Новосибирска в Киев с примерно 40 пассажирами из состава делегации АНТК Антонова (в том числе ветераны фирмы), которая принимала участие в мероприятиях, связанных с первым вылетом нового самолёта Ан-38, попал в АП. Из-за теплового разгона аккумулятора произошло обесточивание самолёта, в результате отказало большинство систем. Продолжали функционировать силовая установка, система управления, а из ПНП — лишь указатели высоты, скорости и оборотов двигателей. Перестали проходить команды к исполнительным механизмам выпуска шасси и механизации крыла, топливо могло вырабатываться только из третьей группы баков. Требовалось выполнить срочный заход на посадку. Ближайший к месту положения самолёта аэродром был Курган. Там в тот момент РТС находились на регламенте. Облака закрывали землю. Радиосвязь не работала, подать сигнал бедствия не было возможности. В районе Кургана на тот момент оказалась огромная «дыра» в облачности, а в местном аэропорту решили буквально на пару оборотов включить обзорную РЛС. Земля засекла на первом обороте аварийный борт ещё с включенным ответчиком (в зарубежной терминологии — транспондером), а на втором уже без него. Проявив профессионализм в понимании ситуации, разогнали встречные борта и подготовились к приёму аварийного борта. Среди пассажиров оказался А. К. Хрустицкий, один из ведущих лётчиков-испытателей АНТК Антонова. Он хорошо знал машину. Ему было предложено занять кресло командира. При выполнении снижения терморегулятор системы кондиционирования «завис» на высоте 9000 м, где за бортом было −50 градусов, и продолжал гнать в кабины воздух, нагретый, по его «мнению», до +26. В результате, когда самолёт снизился и попал в летнюю жару, в салоне температура была выше +70 градусов. Шасси пришлось выпускать аварийным способом, вручную. Благодаря высокопрофессиональным действиям всех членов экипажа самолёт был приведён в неполную посадочную конфигурацию (механизацию крыла возможности выпустить не было), выполнен точный заход на полосу. Однако, прежде чем садиться, экипаж принял решение пройти над полосой с выпущенным шасси и покачать крыльями, дабы удостовериться, что на земле понимают их положение. Скорость захода держали 340 км/ч, вместо положенных 220. Это требовалось сделать из-за не выпущенной механизации. На реверс не рассчитывали и ещё на выравнивании выключили двигатели. На пробеге использовали аварийные тормоза. В самом конце пробега на скорости 40-50 км/ч машина сошла с полосы влево, при этом лопнул пневматик правого заднего колеса. Борт был списан 10 февраля 1995, когда с ним в воздухе столкнулся и потерпел катастрофу первый опытный Ан-70. В этом АП данный борт тоже получил значительные повреждения, но экипажу (лётчики В. И. Терский, Е. А. Галуненко) удалось посадить его в Гостомеле. Часть фюзеляжа этой машины, включая кабину экипажа, применили позднее для постройки лётного тренажёра Ан-74, который используется в АНТК Антонова и сейчас. |
| 23.04.2006             | UR-74038                      | Нджамена                                | 4/4    | Из сообщения пресс-службы ХГАПП: «потерпел катастрофу на берегу реки Чари, протекающей по границе между Республикой Чад и Камеруном близ населённого пункта Коуссери (Камерун), при заходе на посадку в аэропорт города Нджамена (столица Республики Чад). Самолёт выполнял рейс по маршруту Триполи-Себха (Ливия) — Нджамена (Республика Чад). На борту самолёта находился гуманитарный груз из Ливии». В результате катастрофы погиб экипаж А. В. Доброродного, который для полётов в Африке был увеличен до 6 человек. Через полтора года проводившая страховые выплаты по этому случаю компания «Кредо-Классик» распространила информацию, из которой стали известны некоторые дополнительные обстоятельства трагедии. Экипаж был вынужден уйти на второй круг, но «отклонился от курса и столкнулся с земной поверхностью…, распался на части и был полностью уничтожен в результате пожара, который длился несколько часов». |
| 27.11.2006             | № 15-2255                     | Тегеран, возле аэропорта «Мехрабад»     | 36/38  | Разбился военно-транспортный самолёт Ан-74Т-200, принадлежащий Корпусу стражей Исламской революции (КСИР). Авиакатастрофа произошла сразу после вылета самолёта из тегеранского аэропорта «Мехрабад». На борту самолёта, направлявшегося в Шираз, находилось 32 пассажира и 6 членов экипажа. В результате катастрофы лишь двоим пассажирам удалось выжить. По результатам анализа расшифровок БУР-3-2 и МАРС-БМ было отмечено неоднократное срабатывание звукового сигнала и табло «Взлёт запрещён». Экипаж, игнорируя полученную информацию, в нарушение РЛЭ взлёт не прекратил, а продолжал движение по ВПП, дважды убирая и выпуская во взлётное положение механизацию крыла. Экипаж в момент повторной уборки-выпуска закрылков использовал режим реверса на скорости 91 км/час в процессе взлёта, нарушая требования РЛЭ, не контролировал закрытое положение створок реверса по погасанию табло «Левый реверс», «Правый реверс». Экипаж увеличил режим работы двигателей до РУД 82град по УПРТ, препятствуя работе реверса на закрытие створок. Затем кратковременно установил режим ЗМГ (на 1,5-2 сек) и вывел двигатели на взлётный режим. При этом продолжало гореть табло «Левый реверс», «Правый реверс», а механизация крыла находилась в процессе выпуска во взлётное положение. Экипаж продолжал разбег, на скорости 76 км/час загорелось табло «Левый реверс — неисправен», «Правый реверс — неисправен», что свидетельствует об открытом положении замков реверса, сработал звуковой сигнал. О загорании табло «Левый реверс — неисправен», «Правый реверс — неисправен» второй пилот проинформировал экипаж на скорости 76 км/час в 7 ч 10 мин 20 сек. В нарушение требований РЛЭ о прекращении взлёта, экипаж продолжил взлёт. На высоте 43 метра, на скорости 215 км/час, через 26 секунд после отрыва от полосы, из-за воздействия на элементы управления реверсом нерасчётных усилий, наиболее вероятно, произошло открытие створки правого реверса, что привело к резкому кренению вправо, потере высоты, скорости, и впоследствии, через 29 секунд после отрыва от полосы, к столкновению самолёта правой плоскостью с землёй правее ВПП на траверсе конца полосы, его разрушению и пожару. |
| 30.03.2010             | RA-74017                      | Аэродром «Северный», Ивановская область | 0/н.д. | При взлёте с аэродрома у Ан-74 ФСБ РФ в процессе отрыва произошло непроизвольное открытие ковша реверса левого двигателя, из-за чего самолёт с высоты 3-5 м упал на ВПП , накренился и в последующем выкатился со взлётной полосы. Фюзеляж надломлен. |
| 17.05.2014             | RDPL-34020                    | Сиангкхуанг                             | 15/18  | На севере Лаоса разбился VIP-борт Ан-74 правительства страны. Жертвами трагедии стали министры обороны и общественной безопасности, замначальника канцелярии правительства, мэр лаосской столицы — Вьентьяна. Всего в авиакатастрофе погибли 15 из 18 человек, находившихся на борту. Самолёт был построен на Харьковском государственном авиазаводе и был передан Украиной Лаосу в октябре 2009 года. Пассажиры Ан-74 направлялись на военный парад, которые должен был пройти в связи с юбилеем одного из подразделений Народной армии Лаоса. Сообщается, что самолёт не долетел 4 км до взлётно-посадочной полосы. Причиной трагедии стал заход на посадку на слишком малой высоте, что привело к задеванию верхушек деревьев шасси самолёта.. |
| 07.04.2015, 27.07.2015 | RA-74056                      | Северный полюс, лагерь Барнео           | 0/17   | 07.04.2015 — совершил жёсткую посадку, которая привела к серьезному повреждению основного шасси. 27.07.2015 — в результате расхождения трещин на базовой льдине самолет погрузился в воду и затонул.. |
| 29.07.2017             | UR-CKC                        | Сан-Томе                                | 0/6    | При взлёте в правый двигатель Ан-74ТК-100 украинской авиакомпании CAVOK Air попала стая птиц. Самолёт не успел затормозить, выкатился за пределы взлётно-посадочной полосы и разрушился. |
| 14.04.2018             | EK-74036                      | Акола                                   | 0/н.д. | Аварийная посадка в поле. |

## Характеристики
Технические характеристики
- Экипаж: 4–5 человек
- Пассажировместимость: 10 чел. для Ан-74-200; 52 чел. для Ан-74ТК100
- Длина: 28,07 м
- Высота: 8,65 м
- Площадь крыла: 98,62 м²
- Масса пустого: 19 500 кг
- Максимальная взлётная масса: 32 000 кг
- Силовая установка: 2 × ТРДД Д-36
- Тяга: 2 × 6 500 кгс

Лётные характеристики
- Максимальная скорость: 720 км/ч
- Крейсерская скорость: 550–600 км/ч
- Практическая дальность: 2700 км
- Перегоночная дальность: 4700 км
- Практический потолок: 10 100 м
- Длина разбега: 1300 м
- Длина пробега: 700 м